# Shatta Wale
Shatta Wale, pseudonimo di Charles Nii Armah Mensah Jr. (Accra, 17 ottobre 1984), è un cantante ghanese.

## Biografia
Shatta Wale ha esordito nell'industria discografica con l'album in studio After the Storm (2016), candidato per un Ghana Music Award UK. Il disco successivo Reign è stato in lizza per il Vodafone Ghana Music Award all'album dell'anno.
Nel 2021 ha ricevuto la nomination sia per un MTV Africa Music Award che per un MTV Video Music Award con Already, una collaborazione con Beyoncé certificata argento dalla British Phonographic Industry e oro dalla Recording Industry Association of America.

## Discografia

### Album in studio
- 2016 – After the Storm
- 2018 – Reign
- 2019 – Wonder Boy
- 2020 – The Manacles of a Shatta
- 2023 – Maali
- 2024 – Konekt

### Mixtape
- 2014 – Green Times Mixtape
- 2014 – Answers (The Hybrid)
- 2015 – Up a Road Mixtape
- 2015 – Foundation
- 2015 – Million Miles Mixtape
- 2015 – Times & Season
- 2015 – Rasta Flex
- 2015 – Magical Year Mixtape

### Singoli
- 2015 – You Can't Touch Mi
- 2015 – Hol' It
- 2016 – Like a King
- 2016 – Zinabu
- 2016 – Talk Talk
- 2016 – Reality
- 2016 – Mahama Pepper
- 2016 – Lip Service
- 2016 – Kakai
- 2016 – Ferrari (con Criss Waddle)
- 2016 – Baby (Chop Kiss)
- 2016 – Money Money
- 2016 – Bossu (Shut Up Ridim)
- 2016 – Am OK
- 2016 – Prove You Wrong
- 2016 – Our Names
- 2016 – Mahama Paper
- 2016 – Long Time (Etse)
- 2016 – Likkle Time
- 2016 – Like You
- 2016 – Hope
- 2016 – Chairman
- 2016 – Tell Me a Lie
- 2016 – Luv Mi Suh (feat. Addi Self)
- 2016 – Bie Gya
- 2016 – Mama
- 2016 – Local Champion
- 2016 – Yawa
- 2016 – Wumaami tsw3 (feat. S.A)
- 2016 – Warn Dem
- 2016 – I Laf Enter Mall
- 2016 – Tail Light
- 2016 – Run
- 2016 – Ghost
- 2016 – First Stone
- 2016 – Don't Try
- 2016 – Cocoa Season
- 2016 – Pree me era
- 2016 – Dem Fraid
- 2016 – Stamina
- 2016 – Free up di gaza
- 2016 – Obordorbidi
- 2016 – Fe di money
- 2016 – Be My Bae
- 2016 – Election Time
- 2016 – Bust Dem Throat
- 2016 – Tsoobi (Doll)
- 2016 – Papa Twitter
- 2016 – Ejuma no si
- 2016 – Champion Gal
- 2016 – Winner Stay
- 2016 – Rise My Gun
- 2016 – Real African
- 2016 – World Champion
- 2016 – Kpuu kpaa
- 2016 – Don't Go There
- 2016 – Blogger
- 2016 – Life & War
- 2016 – On Dem
- 2016 – Maza maza
- 2016 – Don't Be Silly
- 2016 – Rasta Dub
- 2016 – Pussy Tight
- 2016 – Happy Birthday
- 2016 – Fedipaypa
- 2016 – Aroma
- 2016 – Am da One
- 2016 – Sm Gad
- 2016 – Salala Nigga (feat. Pope Skinny)
- 2016 – Holiday
- 2016 – Gun Shot
- 2016 – Freemason
- 2016 – Don't You Want It
- 2016 – Come Ova
- 2016 – Run Dem Mouth
- 2016 – Battyman Play
- 2016 – Who Win
- 2016 – Mechanism
- 2016 – Kokooyi (Dance)
- 2016 – Bronya (Christmas)
- 2016 – Ice Cream Shop
- 2016 – Warning
- 2016 – Throwback (feat. Joint 77)
- 2016 – Story to Tell
- 2016 – Hear We Out
- 2016 – Jeje (con Sista Afia e Afezi Perry)
- 2016 – Evil (feat. Shatta Michy)
- 2017 – Ghetto Youth (con Sarkodie)
- 2017 – Real Badman
- 2017 – Go Mad (feat. Joint 77)
- 2017 – Fufui (Pound It)
- 2017 – So Sad
- 2017 – Gangsta No Deh Call Police
- 2017 – Shatta Police
- 2017 – Hossana (feat. Burna Boy)
- 2017 – Saturday Night
- 2017 – The Order
- 2017 – OMG
- 2017 – Ghetto Star (con Addi Self)
- 2017 – You Chop?
- 2017 – Life Changer
- 2017 – Aliko Dangote
- 2017 – Umbrella
- 2017 – Kasoaìì
- 2017 – Aplanke
- 2017 – Skin Pain
- 2017 – Say Fi
- 2017 – Open n Close
- 2017 – One Man Killer
- 2017 – Likes
- 2017 – Mayaa tra (feat. Pope Skinny)
- 2017 – I Run Ghana
- 2017 – Am Blessed
- 2017 – Ayoo
- 2017 – Taking Over (feat. Captan, Addi Self & Joint 77)
- 2017 – Dem Confuse
- 2017 – London Girls
- 2017 – Comfortable Lead
- 2017 – Caan Stop Me
- 2017 – Allo (feat. Kwaw Kese)
- 2017 – Adwoa (feat. Pope Skinny)
- 2017 – You Shock Me
- 2017 – Paper
- 2017 – Low Tempo (feat. Shatta Michy)
- 2017 – Stop Talk
- 2017 – Real Monster
- 2017 – Bleed n Run
- 2017 – Ma Chargie 100%
- 2017 – Victoria (feat. Duke D2)
- 2017 – Maxwell Adam Mahama (Justice for Mahama)
- 2017 – Level
- 2017 – Go Shordy (feat. Majesty & Shatta Michy)
- 2017 – Tamale
- 2017 – These Times
- 2017 – Shut Up (feat. Pope Skinny)
- 2017 – Magazine Release
- 2017 – 4lyf mi sey
- 2017 – Penalty
- 2017 – Dancehall Girl
- 2017 – BulletProof
- 2017 – Waitti
- 2017 – Neighborhood Hero
- 2017 – Savage Life Riddim (con Tommy Lee Sparta)
- 2017 – It's My Life (feat. Sarkodie)
- 2017 – Control Ghana (feat. Captan & Addi Self)